# Jelena Dawydowa
Jelena Wiktorowna Dawydowa, ros. Елена Викторовна Давыдова (ur. 7 sierpnia 1961 w Woroneżu) – radziecka gimnastyczka. Dwukrotna mistrzyni i wicemistrzyni olimpijska z Moskwy (1980), mistrzyni świata i kilkukrotna medalistka mistrzostw świata (1981), mistrzyni Związku Radzieckiego.
Była uważana za pierwszą gimnastyczkę, która wykonała podczas ćwiczeń na poręczach asymetrycznych tzw. zejście Tkaczowa, salto boczne na równoważni i salto arabskie 1-3/4 w ćwiczeniach wolnych. W finale wieloboju na igrzyskach olimpijskich 1980 otrzymała perfekcyjną notę 10,000 za ćwiczenia wolne. 
Po sukcesie na igrzyskach oraz zdobyciu rok później kilku medali mistrzostw świata, w tym złota w drużynie, zakończyła karierę sportową i została trenerką. Po kilku latach pracy w Petersburgu wyemigrowała do Kanady, gdzie osiedliła się w Ontario i kontynuowała prace trenerską. W latach 1997–2007 doprowadziła trzech zawodników do tytułu mistrzów Kanady w wieloboju.

## Osiągnięcia
| Zawody               | Rok  | Konkurencja | Konkurencja | Konkurencja | Konkurencja | Konkurencja   | Konkurencja    |
| Zawody               | Rok  | VT          | UB          | BB          | FX          | wielobój ind. | wielobój druż. |
| -------------------- | ---- | ----------- | ----------- | ----------- | ----------- | ------------- | -------------- |
| Igrzyska olimpijskie | 1980 | 4           | 9T QR       | 2           | 5T QR       | 1             | 1              |
| Mistrzostwa świata   | 1981 | 4           | 3           | 7           | 2           | 3             | 1              |

## Nagrody i odznaczenia
- Międzynarodowa Galeria Sławy Gimnastyki – 2007[2]